# 德乃县
德乃县，又译塔奈县，是缅甸克钦邦下辖的一个县，县治德乃。

## 历史沿革
2022年4月30日，缅甸政府以密支那县德乃镇区析置德乃县。

## 行政区划
德乃县下辖1个镇区：
- 德乃镇区（Tanai Township）